# Grover Cleveland
Stephen Grover Cleveland (Caldwell, Nueva Jersey, 18 de marzo de 1837-Princeton, Nueva Jersey, 24 de junio de 1908) fue un abogado y político estadounidense que se desempeñó como el vigesimosegundo (1885-1889) y vigesimocuarto (1893-1897) presidente de los Estados Unidos. Fue el primer presidente estadounidense en ejercer mandatos no consecutivos y el primer demócrata elegido presidente después de la Guerra de Secesión.
Sus admiradores elogiaron su mandato por su honestidad, independencia de criterio y adhesión a los principios del liberalismo y el libre comercio. Además, es considerado el presidente más popular entre todos los que habitaron la Casa Blanca entre Lincoln y Theodore Roosevelt. Sin embargo, se le critica la sobrecarga que al parecer sufrió su segundo mandato agobiado por una grave crisis económica y la pérdida del control del Partido Demócrata frente a las ramas agrarias del mismo.

## Juventud y familia
Cleveland nació el 18 de marzo de 1837 en Caldwell, Nueva Jersey, el quinto de los nueve hijos del reverendo Richard Cleveland y Anne Neal, hija de un librero de Baltimore. Fue nombrado Stephen Grover en honor al primer pastor de la Primera Iglesia Presbiteriana de Caldwell, donde su padre era pastor en ese momento. Por parte de su padre descendía de colonos ingleses asentados en el estado de Massachusetts en 1645. El primero emigró a Massachusetts desde Cleveland, Inglaterra, en 1635. El abuelo materno de su padre, Richard Falley Jr. luchó en la batalla de Bunker Hill y era hijo de un migrante de Guernsey. Del lado materno procedía de cuáqueros alemanes y protestantes anglo-irlandeses. Cleveland estaba relacionado de forma lejana con el general Moses Cleaveland, que dio nombre a la ciudad de Cleveland, Ohio. En 1841, la familia Cleveland se mudó a Fayetteville, Nueva York, donde Grover pasó gran parte de su infancia. Los vecinos lo describieron más adelante como "lleno de diversión e inclinado a hacer bromas", y aficionado a los deportes al aire libre. 
En 1850, el padre de Cleveland, Richard, se mudó con su familia a Clinton, Nueva York , para trabajar como secretario de distrito de la American Home Missionary Society. A pesar de la dedicación de su padre a su trabajo misionero, sus ingresos eran insuficientes para la familia numerosa. Las condiciones financieras lo obligaron a sacar a Grover de la escuela y colocarlo en un aprendizaje mercantil de dos años en Fayetteville. La experiencia fue valiosa y breve, y las condiciones de vida bastante austeras. Grover regresó a Clinton y su educación al finalizar el contrato de aprendiz. En 1853, cuando la obra misional comenzó a afectar la salud del padre de Cleveland, tomó una asignación en Holland Patent, Nueva York (cerca de Utica) y volvió a mudar a su familia. Poco después, murió de una úlcera gástrica. Se dijo que el joven Cleveland se enteró de la muerte de su padre por un niño que vendía periódicos. 
Su padre fue trasladado varias veces, por lo que Cleveland, creció en constante mudanza en torno a la costa este de Norteamérica, siendo Fayetteville uno de los lugares donde más recaló la familia durante la infancia de Cleveland.
En 1850 la familia Cleveland se estableció en Clinton, en donde su padre había sido nombrado pastor. En 1853 su padre dejaría la parroquia de Clinton para trasladarse a la de Holland Patent, donde poco después fallecería.

### Educación y mudanza al oeste
Cleveland recibió su educación primaria en la Academia Fayetteville y la Clinton Grammar School. Después del fallecimiento de su padre en 1853, volvió a abandonar la escuela para ayudar a mantener a su familia. Más tarde ese año, el hermano de Cleveland, William, fue contratado como profesor en el Instituto para Ciegos de Nueva York  y Cleveland consiguió una plaza como maestro asistente. Regresó a su hogar en Holland Patent a finales de 1854, donde un miembro de su congregación se ofreció a pagar su educación universitaria si aceptaba convertirse en sacerdote. Cleveland declinó y en 1855 decidió mudarse al oeste. 
Se detuvo primero en Buffalo, Nueva York, donde su tío político, Lewis F. Allen, le dio un trabajo como empleado administrativo. Allen era una persona importante de Buffalo y presentó a su sobrino a hombres influyentes de la ciudad, entre los que encontraban los socios del bufete de abogados Rogers, Bowen y Rogers. Millard Fillmore, el decimotercer presidente de los Estados Unidos, había trabajado anteriormente para esta firma jurídica. Más tarde, Cleveland hizo prácticas en el bufete, empezó a ejercer la abogacía con ellos y fue admitido en el colegio de abogados de Nueva York en 1859. 

### Inicios de su carrera y la Guerra Civil
Cleveland trabajó para el bufete Rogers durante tres años antes de dejarlo en 1862 para iniciar su propio bufete. En enero de 1863, fue nombrado ayudante del fiscal del distrito del condado de Erie. Con la guerra civil estadounidense en curso, el Congreso aprobó la Ley de Conscripción de 1863, que obligaba a los hombres aptos a servir en el ejército si eran movilizados o nombrar a un sustituto. Cleveland optó por esta última alternativa y pagó 150 dólares (equivalentes a 3.712 dólares en 2023) a George Benninsky, un inmigrante polaco de 32 años, para que le reemplazara. Benninsky sobrevivió a la guerra.
Como abogado, Cleveland se hizo conocido por su concentración y dedicación al trabajo duro. En 1866, defendió con éxito a algunos participantes en la incursión feniana, trabajando pro bono (gratis). En 1868, Cleveland atrajo la atención profesional por su defensa ganadora de una demanda por difamación contra el editor de Buffalo's Commercial Advertiser. Durante este tiempo, Cleveland asumió un estilo de vida sencillo, instalándose en una pensión sencilla. En cambio, dedicó sus crecientes ingresos al apoyo de su madre y sus hermanas menores. Si bien sus habitaciones personales eran austeras, Cleveland disfrutaba de una vida social activa y "la sociabilidad tranquila de los vestíbulos de los hoteles y los salones ". Evitaba los círculos de la alta sociedad de Buffalo en los que viajaba la familia de su tío.

## Inicios de la carrera política
Ejerció la abogacía en Búfalo, Nueva York, donde ya se notaba su concentración en el trabajo y el empeño por resolver los casos que se le presentaban. Fue elegido sheriff del condado de Erie, Nueva York en 1870 y, mientras ejercía su puesto ejecutó personalmente al menos dos condenas a muerte en la horca de criminales. Sus oponentes políticos lo criticarían años más tarde llamándolo el "Verdugo de Búfalo". Cleveland aclaraba que él quería «tener la responsabilidad de las ejecuciones para evitar ese peso a sus subordinados».
A la edad de 44 años, empezó su carrera política en ascenso que lo llevaría a la Casa Blanca en tres años. Afín al reformismo demócrata fue elegido alcalde de Búfalo, con el eslogan Public Office is a Public Trust (La gestión pública es confianza pública) como marca registrada de su gestión. En 1882, fue elegido gobernador de Nueva York.

## Primer mandato como presidente (1885–1889)

### Campaña de 1884
Cleveland ganó las elecciones presidenciales de 1884 con el apoyo combinado de Demócratas y Republicanos reformistas que disentían con el candidato opositor, el senador por el estado de Maine, James G. Blaine, por presunta corrupción en sus funciones.
La campaña fue relativamente negativa, dado que la oposición para mermar la imagen de honestidad que emanaba Cleveland le adjudicó varios hijos extramatrimoniales producto de sus años en el ejercicio de la abogacía. Cleveland nunca admitió o negó el rumor, pero sí admitió pagar manutención a un hijo con el nombre de Oscar Folsom Cleveland.

### Matrimonio

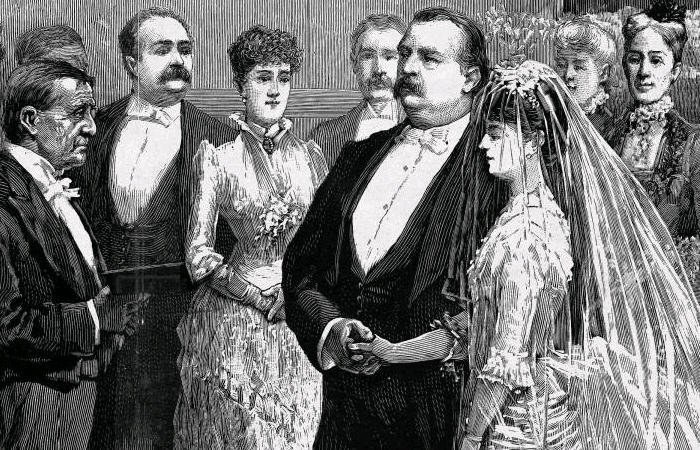
Cleveland fue el único presidente cuya boda se realizó en la Casa Blanca.

En junio de 1886 Cleveland contrajo matrimonio con Frances Folsom, hija de un compañero de su bufete de abogado, en el Salón Azul de la Casa Blanca. Fue el segundo presidente en casarse en ejercicio (el anterior había sido John Tyler) y el único en tener su boda en la Casa Blanca. Folsom fue además la primera dama más joven en la historia de Estados Unidos de América. En octubre de 1886 Cleveland inauguró la Estatua de la Libertad.

### Políticas
La gestión de Cleveland puede resumirse en una de sus frases más características, "sólo tengo algo que hacer y es hacer lo correcto". Él mismo insistía en que su labor en la presidencia debía consistir en frenar las malas ideas de otros políticos. El hecho fue que Cleveland hizo un uso del veto mayor que otros presidentes de su época, casi siempre destinándolo a frenar políticas de gasto público siguiendo así el liberalismo clásico imperante en su época. De hecho, si los veintiún presidentes anteriores recurrieron al veto 206 veces entre todos ellos, Cleveland lo hizo en 414 ocasiones solo en su primer mandato y 584 en el segundo. 
Entre las maniobras destacadas de Cleveland para frenar el gasto público podemos encontrar el veto de una ley que destinaba 10 000 dólares a la compra de grano para distribuir entre granjeros tejanos empobrecidos por la sequía, en este caso escribió: "La ayuda federal en estos casos aumenta la expectación de recibir cuidado paternal de parte del gobierno y disminuye la dureza de nuestro carácter nacional". Este presidente también vetó cientos de peticiones de pensiones privadas para veteranos de la guerra civil estadounidense que, según argumentó él, eran fraudulentas.
Cleveland comenzó también una sensacional pero sanguinaria campaña contra los aborígenes apaches acaudillados por su líder Gerónimo. Estos nativos eran una molestia para la progresiva invasión de colonos blancos en el oeste estadounidense.
También se enfrentó con las compañías de ferrocarril investigando la posesión de las tierras dadas a estas en el oeste por el gobierno consiguiendo la devolución al Estado de 328.000 km². Firmó además la ley de comercio interestatal, primera norma regulatoria de los ferrocarriles en su país.
En política exterior Cleveland se caracterizó por un aislacionismo caracterizado por un paréntesis en las intervenciones del ejército estadounidense sobre el resto de América. Sin embargo, no hubo un desvío significativo en la costumbre. Rechazó la presencia de su país en la Conferencia de Berlín, frenando las pretensiones de Washington sobre el Congo.
En política económica este presidente inició una cruzada contra las tarifas proteccionistas implantadas por anteriores gestiones que obtuvo éxitos parciales.

## Segundo mandato como presidente (1893–1897)

### Campaña
Los primeros objetivos de campaña de Cleveland fueron reducir las tarifas proteccionistas y detener una descontrolada producción de monedas de plata que estaba dejando vacías las reservas de oro del Departamento del Tesoro del país. Con la reelección de 1892, Cleveland se convirtió en el primer presidente de los Estados Unidos en ser elegido para dos mandatos no consecutivos.

### Política
A poco de llegar a la presidencia tuvo que enfrentar una crisis conocida como el pánico de 1893, caracterizada por un serio declive en la economía producto de las escasas reservas de oro del Estado, consecuencia directa de la ley Sherman de Compra de Plata. Lidiando directamente con el desempleo y la quiebra de numerosas industrias agrícolas, Cleveland ayudado por leyes de regulación, la J.P. Morgan y Wall Street logró contener la espiral inflacionaria.
Luchó en vano por disminuir tarifas aduaneras a través de leyes que fueron frenadas por el Congreso. En junio de 1894 debió enfrentar una huelga de trabajadores ferroviarios en Chicago, la cual reprimió con dureza enviando un contingente del ejército.
Invocando la doctrina Monroe, forzó al Reino Unido a aceptar su arbitrio en una cuestión de límites con Venezuela. También modernizó la armada estadounidense, estrategia que serviría más tarde para ganar la guerra contra España.
Tras una investigación sobre el derrocamiento de Liliʻuokalani, reina de Hawái, apoyó la restauración de la monarquía en ese país, retirando del Senado el proyecto de anexión de Hawái a la Unión.

### Retiro y muerte
Al dejar la presidencia se retiró a Princeton, donde durante un tiempo trabajó en la universidad oponiéndose a las políticas del por entonces rector Woodrow Wilson. Falleció en 1908 de un infarto y fue sepultado en un cementerio de Princeton.